# 役山礼子
役山 礼子（やくやま れいこ、1927年（昭和2年）1月25日 - 1987年（昭和62年）3月25日）は、日本の社会事業家である。

## 経歴・人物
群馬県に生まれ、同県初の女子校であった群馬県高崎高等女学校（現在は群馬県立高崎女子高等学校に改称）に入学する。卒業から約25年後の1968年（昭和43年）に日本リウマチ友の会の理事長に就任した。
これによって日本国内におけるリウマチを持病に持つ人々のために難病手帳の交付にあたり患者の救済に尽力し、1974年（昭和49年）に理事長を辞任するまでその活動に携わった。